# A-235
A-235 PL-19 Nudol (tiếng Nga: Система А-235 / РТЦ-181М RTTs-181M  / Нудоль) là hệ thống phòng thủ chống tên lửa ICBM và chống vệ tinh của Nga hiện đang được phát triển. Nó được thiết kế để bảo vệ Moscow và các vùng công nghiệp quan trọng trước một cuộc tấn công bằng tên lửa ICBM. Chịu trách nhiệm thiết kế chính là Công ty cổ phần Almaz-Antey. Hệ thống này sẽ thay thế cho hệ thống phòng thủ A-135 cũ hơn. Hai điểm khác biệt chính của A-235 là nó sử dụng đầu đạn thông thường và được triển khai trên các bệ phóng tự hành.
Hệ thống A-235 sẽ sử dụng radar cảnh báo sớm Don-2N và radar định tầm Don 2NP / 5N20P với phần mềm và phần cứng được nâng cấp; hệ thống dẫn đường của tổ hợp A-235 tương tự như tổ hợp A-135. A-235 khi được triển khai sẽ có thể được trang bị đầu đạn hạt nhân giúp tăng đáng kể khả năng đánh chặn đầu đạn ICBM, với đương lượng nổ của đầu đạn chưa được tiết lộ. Tuy vậy, theo một báo cáo năm 2018, hệ thống sẽ không sử dụng đầu đạn hạt nhân. Theo như nguồn tin từ Nga, hệ thống sẽ được triển khai xung quanh Moscow từ cuối năm 2018.
Hệ thống tên lửa đánh chặn được đặt tại Trung tâm phóng vệ tinh Plesetsk, tại bệ phóng tên lửa trước đó dùng để phóng tên lửa Tsyklon-2. Tên lửa đánh chặn mới có định danh PRS-1M (45T6) là phiên bản nâng cấp của tên lửa PRS-1 (53T6 Gazelle) và có thể sử dụng đầu đạn hạt nhân hoặc đầu đạn thông thường, nó có khả năng tấn công mục tiêu ở tầm xa 350 km và độ cao 50 km.
Hệ thống A-235 sẽ được trang bị các tên lửa với nhiều tầm bắn khác nhau: tên lửa tầm xa, dựa trên tên lửa 51T6 có khả năng tiêu diệt đầu đạn ICBM ở cự ly 1500 km (930 miles), và độ cao tới 800,000 m; tên lửa tầm trung, là tên lửa 58R6 nâng cấp, có tầm bắn 1000 km (620 miles), độ cao 120,000 m; và tên lửa tầm ngắn là tên lửa 53T6M hay 45T6 (dựa trên tên lửa 53T6)), có tầm bắn 350 km (215 miles), độ cao đánh chặn 40,000-50,000 m. Tên lửa đánh chặn tầm xa được trang bị đầu đạn hạt nhân, trong khi các tên lửa khác trang bị đầu đạn động năng. Việc thử nghiệm tên lửa đánh chặn mới cho hệ thống A-235 Samolyot-M đã bắt đầu từ tháng 8 năm 2014.

## Thiết kế
Ban đầu, hệ thống phòng thủ A-235 được thiết kế theo ba cự ly đánh chặn: cự ly xa bằng tên lửa A-925, tầm trung bằng tên lửa 58R6 và tầm gần bằng tên lửa PRS-1M (phiên bản nâng cấp của tên lửa PRS-1). Ở phiên bản hiện đại hóa, hệ thống A-235 sẽ sử dụng tên lửa đánh chặn hai tầng đẩy, với đầu đạn chất nổ  mạnh hoặc đầu đạn hạt nhân, giúp tên lửa có khả năng bắn hạ các vũ khí tấn công tốc độ lớn hơn 5 lần tốc độ âm thanh, tên lửa đạn đạo, vệ tinh trong quỹ đạo thấp.

## Thử nghiệm
Ngày 4/6/2019, Bộ quốc phòng Nga đã đăng tải video đánh chặn thành công bằng tên lửa tầm xa. Đây có thể là vụ đánh chặn thực hiện bằng tổ hợp S-500 Prometheus đã đi vào sản xuất từ đầu năm. Hoặc vụ đánh chặn được thực hiện bằng tên lửa đánh chặn của hệ thống A-235.

## Lịch sử
Nhiệm vụ phát triển phiên bản nâng cấp của hệ thống phòng thủ tên lửa A-135 được đề ra trong Nghị quyết của Hội đồng Bộ trưởng Liên Xô số 585-119 ngày 7 tháng 6 năm 1978: "Về việc xây dựng hệ thống A-135." Hệ thống được thiết kế bởi Viện Nghiên cứu Kỹ thuật Dụng cụ Vô tuyến (NIIRP) thuộc Hiệp hội Công nghiệp Khoa học Trung ương Vimpel từ năm 1986. Tổng công trình sư thiết kế là A.G. Bassist (cho đến năm 1998); sau đó là B.P. Vinogradov (sau cái chết của AG Basistov vào năm 1998, BP Vinogradov đã thay thế ông làm thiết kế trưởng của NIIRP).
Theo Nghị định của Hội đồng Bộ trưởng Liên Xô số 661-202 ngày 15 tháng 7 năm 1985, NIIRP, với tư cách là một đơn vị trực thuộc Vympel, đã trở thành doanh nghiệp chủ chốt trong thiết kế hệ thống ABM. Bản thiết kế dự thảo đầu tiên của hệ thống ABM A-235 có lẽ đã được bảo vệ vào năm 1985–1986. Chính phủ Liên Xô đã ký hợp đồng nhà nước số 406/1591 ngày 31 tháng 1 năm 1991 với NIIRP để hiện đại hóa hệ thống phòng thủ tên lửa, nâng cấp mở rộng khả năng tác chiến của hệ thống A-135, tăng khả năng cơ động của tên lửa, và trang bị tên lửa mới cho đơn vị chiến đấu (tất cả được gọi chung là OCD "Samolet-M").
Định danh của tổ hợp sau nâng cấp là RTTs-181M. Theo hợp đồng nhà nước, phiên bản A-235 được sẵn sàng đưa vào trang bị năm 2015. Theo Nghị định của Tổng thống Liên bang Nga Boris Yeltsin số 163 ngày 17 tháng 2 năm 1995, NIIRP được xác định là doanh nghiệp chính trong việc hiện đại hóa và cải tiến hệ thống Moscow PRO - hệ thống RTC-181 - và tạo ra hệ thống RTC-181M hiện đại hóa. Năm 2011, Almaz-Antey đã đưa ra tài liệu thiết kế tổ hợp 14TS033, tài liệu thiết kế hoạt động cho giai đoạn đầu tiên của tổ hợp radar 14LS031 và thiết kế phần mềm chức năng.
Vào năm 2012, Almaz-Antey đã tổ chức một cuộc thử nghiệm sơ bộ đối với các thành phần của tổ hợp 14TS033. Các cuộc kiểm tra thử nghiệm và huấn luyện chiến đấu của A-235 được lên kế hoạch tổ chức vào năm 2013. Khi đó, các chuyên gia không chỉ ra bất kỳ điểm khác biệt cơ bản nào giữa A-235 và hệ thống phòng thủ tên lửa A-135. Theo báo chí nước ngoài, vào ngày 18 tháng 11 năm 2015, đã tiến hành vụ phóng thử thành công đầu tiên của tên lửa Nudol và vụ phóng thứ ba trong chương trình thử nghiệm tên lửa đã diễn ra. Có thể, địa điểm triển khai hệ thống phòng thủ tên lửa A-235 sẽ là khu vực căn cứ cũ của hệ thống phòng thủ tên lửa A-135 gần Moscow.